# Petronella Barker
Petronella Barker (Stalisfield, 12 ottobre 1942) è un'attrice britannica.

## Biografia
Figlia dell'attore Eric Barker e dell'attrice Pearl Hackney, dal 1960 al 1963 frequentò la Royal Central School of Speech and Drama. Vincitrice della borsa di studio Carleton Hobbs, ottenne un contratto semestrale con la BBC. Nel 1964 entrò a far parte della compagnia del Royal Court Theatre per tre rappresentazioni. Fino al 1968 la sua carriera teatrale si protrasse tra il Royal National Theatre e l'Old Vic a Londra, con diverse apparizioni televisive e cinematografiche.

## Vita privata
Negli anni di studio conobbe l'attore Anthony Hopkins che sposò nel 1966, divorziando nel 1972. Dalla loro unione nacque una figlia, Abigail, anch'ella attrice e cantautrice.

## Filmografia

### Cinema
- Hawaii, Oslo, regia di Erik Poppe (2004)
- Den brysomme mannen, regia di Jens Lien (2006)

### Televisione
- Il genio criminale di Mr. Reeder (The Mind of Mr. J.G. Reeder) - serie TV, episodio 2x06 (1971)
- Poliziotti in cilindro: i rivali di Sherlock Holmes (The Rivals of Sherlock Holmes) 1971-1973 2x1
- Il giallo della poltrona (Armchair Thriller) 1978-1981 2x1